# 横浜税関
横浜税関（よこはまぜいかん）は、日本の税関。神奈川県横浜市中区海岸通に主たる事務所を置く。
南東北および関東地方にある都県のうち、東京税関の管轄外である太平洋側の地域を管轄する。1953年（昭和28年）に東京税関を分離した。

## 沿革

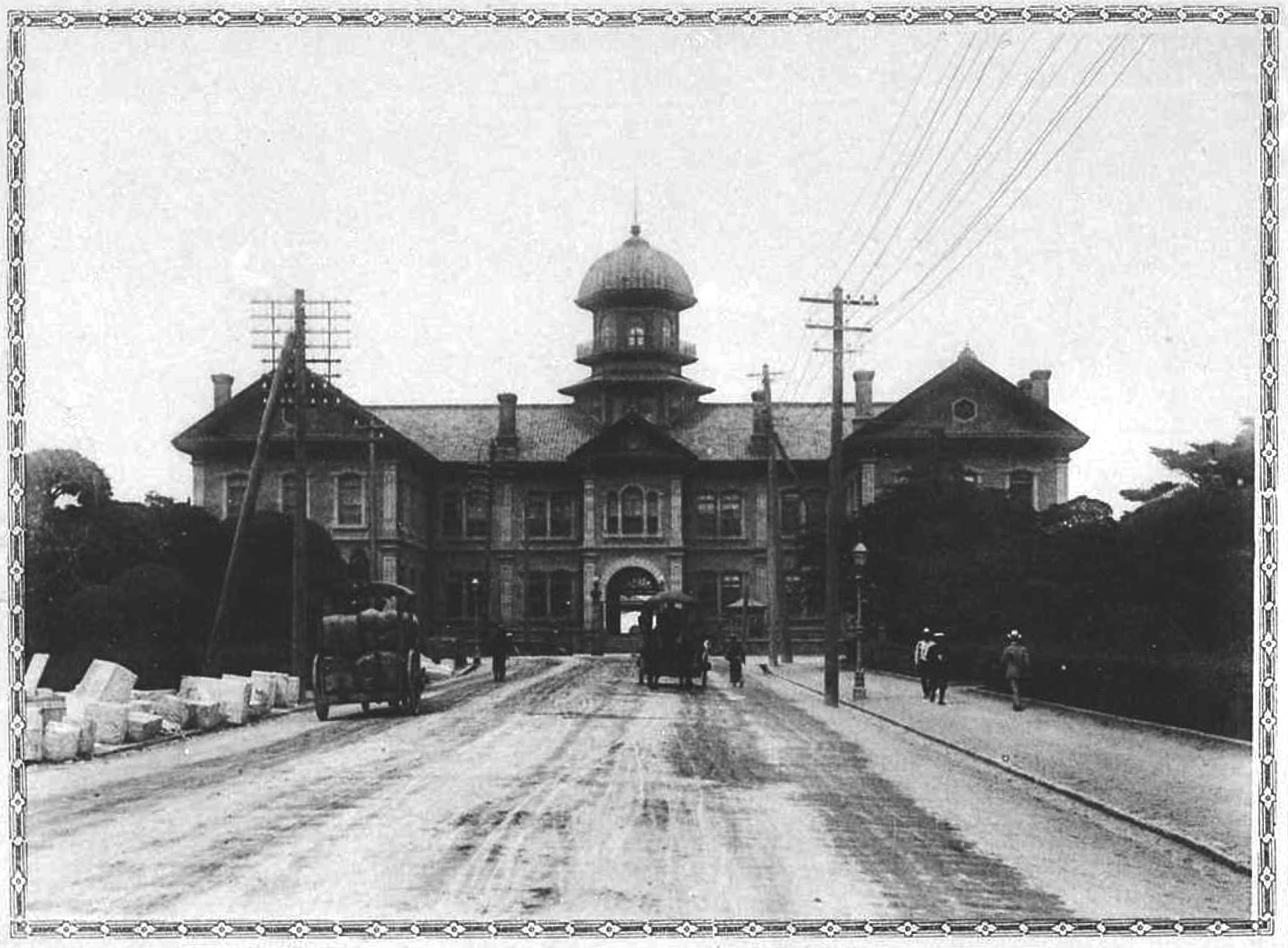
関東大震災前の横浜税関（1912年頃）

- 1859年7月1日（安政6年6月2日） - 日米修好通商条約に基づく神奈川（横浜港）開港に伴い、江戸幕府が神奈川運上所を開設
- 1872年
  - 2月2日（明治4年12月24日） - 神奈川運上所を横浜運上所に改称（初代長官：上野景範）
  - 12月28日（明治5年11月28日） - 横浜運上所を横浜税関に改称
- 1902年（明治35年）11月 - 新潟税関が廃止されて横浜税関新潟税関支署となる
- 1934年（昭和9年）3月 - 横浜税関現本関庁舎（クイーンの塔）竣工
- 1937年（昭和12年）10月 - 長野県・静岡県の管轄を名古屋税関へ移譲
- 1945年（昭和20年）8月30日 - 太平洋戦争敗戦によりアメリカ陸軍第8軍司令部が置かれる
- 1952年（昭和27年） - 横浜税関音楽隊誕生
- 1953年（昭和28年）8月 - 横浜税関東京税関支署が東京税関として独立し、東京都の管轄を東京税関へ移譲
- 1955年（昭和30年）8月 - 山形県・群馬県・埼玉県・新潟県・山梨県の管轄を東京税関へ移譲
- 1971年（昭和46年）4月 - 千葉県のうち成田地区の管轄を東京税関へ移譲
- 1972年（昭和47年）4月 - 千葉県のうち原木地区の管轄を東京税関へ移譲
- 1974年（昭和49年）11月8日 - 監視艇「かいどう」（30トン）が盗まれる[1]。
- 1991年（平成3年） - 麻薬探知犬訓練センター開設
- 2007年（平成19年） - 資料展示室をリニューアルして「クイーンのひろば」と命名、日祝日も開館

## 本関

### 庁舎建築概要
1923年（大正12年）の関東大震災で庁舎が倒壊焼失し、帝都復興事業の一環として1934年（昭和9年）に完成した本関庁舎は緑青色のドームがシンボルで、「クイーンの塔」として親しまれている。神奈川県庁本庁舎（キングの塔）、横浜開港記念会館（ジャックの塔）とともに「横浜三塔」の一つに数えられる。横浜市認定歴史的建造物（2001年度認定）。増築部施工には戸田建設が携わり、第46回BCS賞（2005年度）を受賞している。
当初高さ47mで計画されていた税関庁舎は、第22代税関長であった金子隆三の「日本の表玄関たる国際港横浜の税関の庁舎とするなら、高くすべき」との意見により4m高くされ、高さ51mの横浜税関庁舎が完成した。完成当時は横浜で最も高い建物であった。

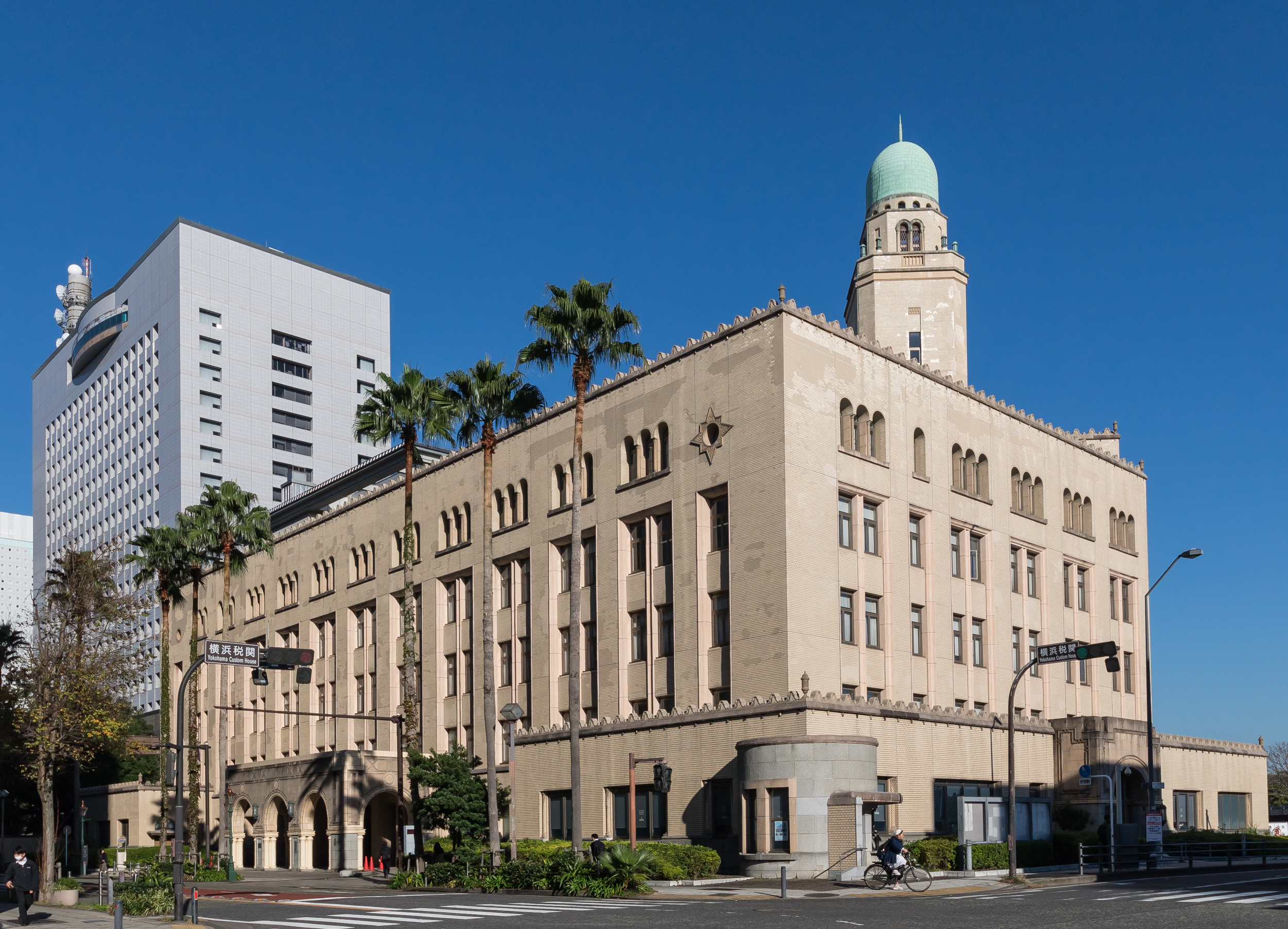
全景（南側より）
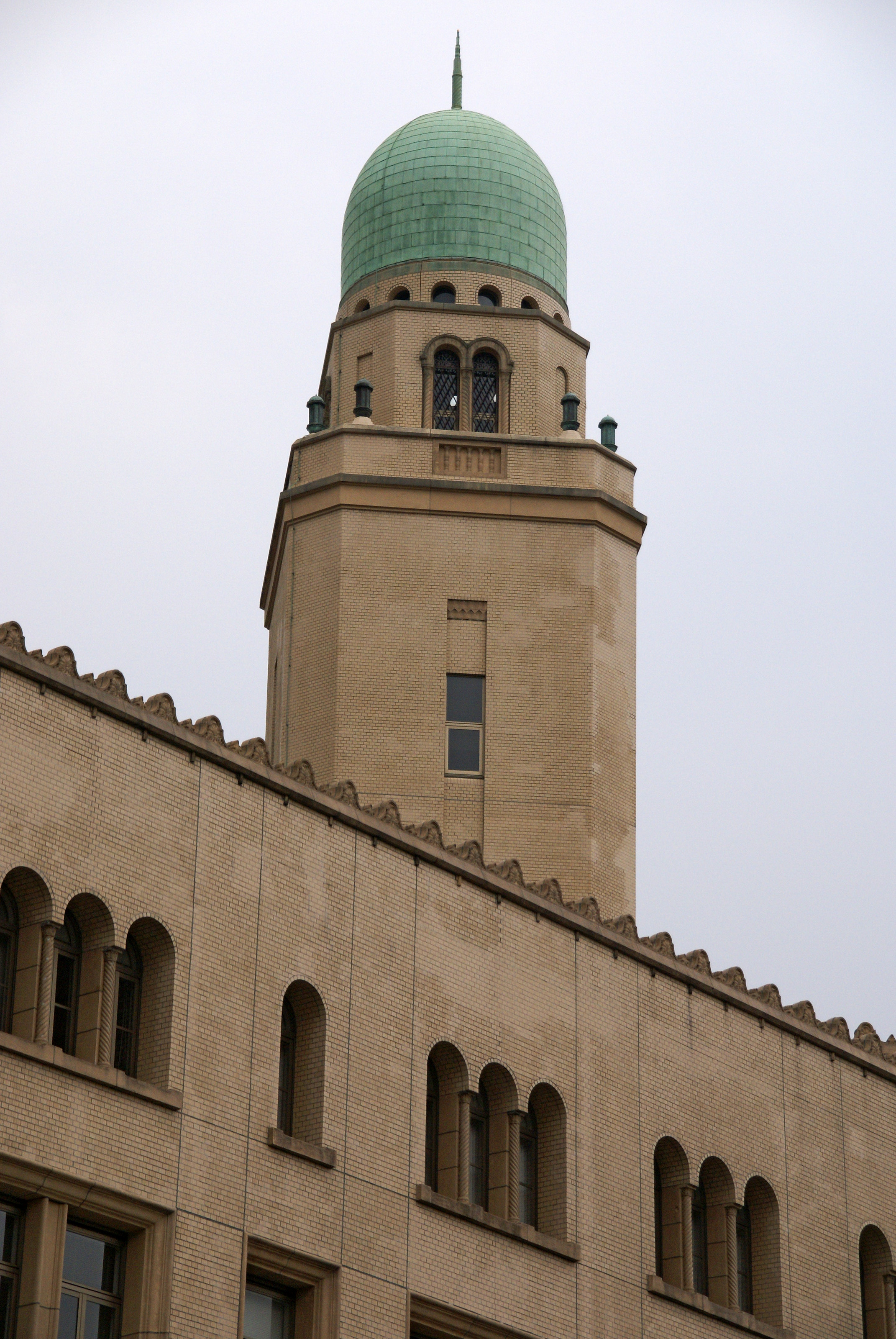
塔屋

### 創建時
- 竣工年 - 1934年（昭和9年）
- 構造規模 - SRC造、地上5階+塔屋
- 敷地面積 - 6,875m2
- 延床面積 - 12,184m2
- 設計 - 大蔵省営繕管財局（担当：下元連、吉武東里）
- 施工 - 戸田組（現：戸田建設）

### 保存改修工事後
- 竣工年：2003年（平成15年）10月
- 構造規模
  - 改修部 - SRC造、地上5階+塔屋
  - 増築部 - S造（一部SRC造）、地上7階
- 敷地面積 - 7,202m2
- 建築面積 - 4,012m2
- 延床面積 - 16,049m2
- 設計 - 香山・アプル設計JV
- 施工 - 戸田建設

## 横浜税関長
| 氏名     | 出身校             | 在任期間    | 前職 | 後職                                                                             |
| -------- | ------------------ | ----------- | --- | -------------------------------------------------------------------------------- |
| 秋山和美 | 一橋大学経済学部   | 2010年7月 - | 国土交通省大臣官房審議官（北海道局担当） | 大臣官房付                                                                       |
| 宗永健作 | 東京大学法学部     | 2011年6月 - | 内閣府経済社会総合研究所総括政策研究官 内閣官房内閣審議官（内閣官房副長官補付） 内閣官房地域活性化統合事務局長代理 内閣府地域活性化推進室長代理 内閣府地域自主戦略交付金業務室長代理 | 退官                                                                             |
| 大川浩   | 東京大学法学部     | 2012年8月 - | 関東信越国税局長 | 大臣官房付 内閣府規制改革推進室次長                                              |
| 八田斎   | 東京大学法学部     | 2013年7月 - | 預金保険機構財務部長 | 退官                                                                             |
| 大西一清 | 京都大学法学部     | 2014年7月 - | 大臣官房政策評価審議官 大臣官房審議官（大臣官房担当） | 退官                                                                             |
| 村中健一 | 大阪大学法学部     | 2015年7月 - | 名古屋国税局長 | 大臣官房付                                                                       |
| 長友哲次 | 東京大学経済学部   | 2016年6月 - | 農林漁業成長産業化支援機構取締役常務 | 退官                                                                             |
| 片山一夫 | 東京大学法学部     | 2017年7月 - | 関東信越国税不服審判所長 | 国税不服審判所次長                                                               |
| 大鹿行宏 | 東京大学経済学部   | 2018年7月 - | 主計局次長（次席） | 会計センター所長 財務総合政策研究所長                                            |
| 中尾睦   | 東京大学法学部     | 2019年7月 - | 財務総合政策研究所副所長 | 内閣官房内閣審議官（内閣官房副長官補付） 内閣官房TPP等政府対策本部国内調整統括官 |
| 富山一成 | 早稲田大学政経学部 | 2020年7月 - | 理財局次長（国有担当） | 日本政策金融公庫専務                                                             |
| 源新英明 | 上智大学法学部     | 2022年6月 - | 名古屋税関長 | 東京税関長                                                                       |
| 松岡裕之 | 早稲田大学         | 2023年7月 - | 名古屋税関長 |                                                                                  |

## 管内支署・出張所
|                      |                                                                       | | 所在地 | 管轄                                                                                |
| -------------------- | --------------------------------------------------------------------- | --- | --- | ----------------------------------------------------------------------------------- |
| 横浜税関本関         | 横浜税関本関                                                          | 横浜税関本関 | 神奈川県横浜市中区海岸通1-1 | 宮城県、福島県、茨城県、栃木県 千葉県（東京税関の管轄に属する地域を除く）、神奈川県 |
|                      |                                                                       | 監視分庁舎 （船舶・船陸交通窓口） | 神奈川県横浜市中区海岸通1-1 | 宮城県、福島県、茨城県、栃木県 千葉県（東京税関の管轄に属する地域を除く）、神奈川県 |
| よこはま新港合同庁舎 | 神奈川県横浜市中区新港1-6-1 よこはま新港合同庁舎                      | | | 宮城県、福島県、茨城県、栃木県 千葉県（東京税関の管轄に属する地域を除く）、神奈川県 |
| 宇都宮出張所         | 栃木県宇都宮市ゆいの杜1丁目5番40号 株式会社とちぎ産業 交流センター3階 | 栃木県 | |                                                                                     |
| 大黒埠頭出張所       | 神奈川県横浜市鶴見区大黒ふ頭15                                        | 神奈川県横浜市鶴見区のうち 大黒ふ頭 | |                                                                                     |
| 本牧埠頭出張所       | 神奈川県横浜市中区本牧ふ頭2                                           | 神奈川県横浜市中区のうち 新山下、本牧ふ頭、錦町、かもめ町 豊浦町（1番、1番2、13番を除く） 南本牧、本牧十二天、本牧原、本牧宮原、本牧元町 本牧大里町、本牧三之谷                                                                                          | |                                                                                     |
| 川崎外郵出張所       | 神奈川県川崎市川崎区東扇島88 日本郵便㈱川崎東郵便局5階                | 川崎東郵便局構内 | |                                                                                     |
| 仙台塩釜税関支署     | 仙台塩釜税関支署                                                      | 宮城県仙台市宮城野区港3-1-3 仙台港国際ビジネスサポートセンター5階 | 宮城県（仙台空港を除く） |                                                                                     |
|                      | 塩釜事務所                                                            | 宮城県塩釜市貞山通3-4-1 塩釜港湾合同庁舎内 | 宮城県（仙台空港を除く） |                                                                                     |
| 石巻出張所           | 宮城県石巻市中島町15-2 石巻港湾合同庁舎3階                            | 宮城県のうち 石巻市、東松島市（一部）、牡鹿郡 | |                                                                                     |
| 気仙沼出張所         | 宮城県気仙沼市朝日町1-2 気仙沼合同庁舎3階                             | 宮城県のうち 気仙沼市及び本吉郡 | |                                                                                     |
| 仙台空港税関支署     | 仙台空港税関支署                                                      | 宮城県名取市下増田字南原 仙台空港国際線旅客ターミナルビル内 | 宮城県のうち 名取市、岩沼市のうち仙台空港 |                                                                                     |
| 小名浜税関支署       | 小名浜税関支署                                                        | 福島県いわき市小名浜字船引場19 小名浜地方合同庁舎内 | 福島県 |                                                                                     |
|                      | 相馬出張所                                                            | 福島県相馬市尾浜字札ノ沢10-1 | 福島県のうち 相馬市、南相馬市、相馬郡 |                                                                                     |
| 福島空港出張所       | 福島県石川郡玉川村大字北須釜字鎺田21 福島空港旅客ターミナルビル内     | 福島県のうち 須賀川市、石川郡玉川村のうち福島空港 | |                                                                                     |
| 鹿島税関支署         | 鹿島税関支署                                                          | 茨城県神栖市東深芝9 鹿島港湾合同庁舎内 | 茨城県 |                                                                                     |
|                      | 日立出張所                                                            | 茨城県日立市久慈町1-3-13 | 茨城県のうち 水戸市、日立市、常陸太田市、高萩市、北茨城市、笠間市 ひたちなか市、常陸大宮市、那珂市 東茨城郡（大洗町及、城里町）、那珂郡、久慈郡 |                                                                                     |
| つくば出張所         | 茨城県つくば市吾妻1-12-1 筑波地方合同庁舎3階                          | 茨城県のうち 土浦市、古河市、石岡市、結城市、龍ヶ崎市、下妻市、常総市 取手市、牛久市、つくば市、守谷市、筑西市、坂東市 かすみがうら市、桜川市、つくばみらい市 小美玉市（百里飛行場を除く） 東茨城郡（茨城町）、稲敷郡（阿見町） 結城郡、猿島郡、北相馬郡 | |                                                                                     |
| 茨城空港出張所       | 茨城県小美玉市与沢1601-55 旅客ターミナル1階                           | 茨城県小美玉市のうち 百里飛行場 | |                                                                                     |
| 千葉税関支署         | 千葉税関支署                                                          | 千葉県千葉市中央区中央港1-12-2 千葉港湾合同庁舎内 | 千葉県 市川市（原木、原木1丁目から原木4丁目） 成田市、香取郡多古町、山武郡芝山町を除く                                                          |                                                                                     |
|                      | 船橋市川出張所                                                        | 千葉県船橋市潮見町32-5 船橋港湾合同庁舎内 | 千葉県のうち 市川市（一部）、船橋市、松戸市、野田市、習志野市、柏市 流山市、鎌ヶ谷市、浦安市                                                    |                                                                                     |
| 木更津出張所         | 千葉県木更津市富士見2-4-14 木更津地方合同庁舎内                       | 千葉県のうち 館山市、木更津市、鴨川市、君津市、富津市、南房総市、安房郡 | |                                                                                     |
| 姉崎出張所           | 千葉県市原市姉崎海岸18-1                                              | 千葉県のうち 市原市 五井海岸、五井南海岸、千種海岸、姉崎海岸、岩崎、岩崎西 玉前、玉前西、出津西、松ヶ島、松ヶ島西、青柳、千種 青柳北、今津朝山 袖ヶ浦市 海岸線約20km                                                                                     | |                                                                                     |
| 銚子監視署           | 千葉県銚子市川口町2-6431 銚子港湾合同庁舎内                           | 銚子市 旭市（千葉税関支署管轄地域を除く） 匝瑳市、山武郡横芝光町 | |                                                                                     |
| 川崎税関支署         | 川崎税関支署                                                          | 神奈川県川崎市川崎区千鳥町11-1 | 神奈川県のうち 横浜市鶴見区扇島（1番2号を除く） 川崎市（川崎外郵出張所の管轄区域として税関長が定める地域を除く）                                |                                                                                     |
|                      | 東扇島事務所                                                          | 神奈川県川崎市川崎区東扇島38‐1 川崎市港湾振興会館内 | 神奈川県のうち 横浜市鶴見区扇島（1番2号を除く） 川崎市（川崎外郵出張所の管轄区域として税関長が定める地域を除く）                                |                                                                                     |
| 横須賀税関支署       | 横須賀税関支署                                                        | 神奈川県横須賀市田浦港町無番地 横須賀港湾合同庁舎内 | 神奈川県のうち 横須賀市、逗子市、三浦市、三浦郡                                                                                                 |                                                                                     |
|                      | 三崎監視署                                                            | 神奈川県三浦市三崎5-245-7 三浦市三崎水産物地方卸売市場管理棟4階 | 神奈川県のうち 三浦市 |                                                                                     |

## 資料展示室「クイーンのひろば」
横浜税関本関1階にある展示スペース。
密輸品の実物を展示している稀有な博物館。関港からの横浜港・横浜税関の歴史を綴る年表や貿易の変遷、麻薬や拳銃などの密輸の手口、知的財産を侵害した偽ブランド商品やワシントン条約に該当するはく製や標本等を、映像や実物展示により紹介している。分からないことは、説明スタッフに質問できる。
入場無料。土日祝も営業。ただし、年末年始、施設点検日は休館。
営業時間：10時～16時。

## 交通
横浜税関本関：神奈川県横浜市中区海岸通1－1
- 横浜高速鉄道みなとみらい線日本大通り駅より徒歩3分
- JR根岸線・横浜市営地下鉄ブルーライン関内駅より徒歩15分